# 607 Џени
607 Џени (енгл. 607 Jenny) је астероид главног астероидног појаса. Приближан пречник астероида је 62,78 ,
а средња удаљеност астероида од Сунца износи 2,852 астрономских јединица (АЈ).
Инклинација (нагиб) орбите у односу на раван еклиптике је 10,110 степени, а орбитални период износи 1759,916 дана (4,818 године). Ексцентрицитет орбите астероида износи 0,077.
Апсолутна магнитуда астероида износи 9,50 а геометријски албедо 0,071.
Астероид је откривен 18. септембра 1906. године.